# Fink (software)
Fink is een project om Unix-software naar Mac te porten. Hiervoor kan de broncode van de programma's gebruikt worden ofwel een voorgecompileerd pakket downloaden in .deb-formaat. Dit is een formaat ontwikkeld voor pakketten te installeren onder Debian. Het programma is geschreven in Perl, en niet make/shell. De ontwikkelaar herinnerde zich de natuurwetenschapper Charles Darwin (vanwege de kernel van Mac OS X die Darwin heet), waarvan hij zich nog een documentaire herinnerde waarin een vink voorkwam. Daarom heeft hij zijn project 'fink' gedoopt, wat Duits is voor 'vink'.
Fink is geschreven in Perl door het Fink Core Team.